# Верхомля Мала
Верхомля Мала (пол. Wierchomla Mała) — село в Польщі, на Лемківщині, у гміні Північна-Здруй Новосондецького повіту Малопольського воєводства.
Населення — 97 осіб (2011).

## Розташування
Село розміщене в долині потоку Верхомля Мала.

## Історія
Село відоме з 1410 року, коли Сцибор зі Сцибориць гербу Остоя (1347—1414) від імені Сигізмунда І Люксембурга спалив і пограбував Старий Сонч, та був відбитий у сутичках у Північній, Лімниці, під Верхомлею. Документальні свідчення XVI ст. про русинське (українське) населення Лемківщини польські історики безпідставно трактують як «волоську колонізацію». В 1603 році власником села став Федір зі Щавника за привілеєм єпископа Бернарда Мацейовського. Село називалося Верхомлею Ксьондзівською, бо правило за частину мушинського маєтку єпископа. З 1781 року перейшло до цісарської власності Габсбургів.
З листопада 1918 до січня 1920 село правило за частину Лемківської Республіки.
До середини XX ст. в регіоні переважало лемківсько-українське населення. У 1939 році всі 420 жителів села були українці. До 1945 р. всі жителі належали до греко-католицької громади парафії Верхомля Велика Мушинського деканату, метрики велися з 1784 р.
Після Другої світової війни Лемківщина, наперекір сподіванню лемків долучитися до УРСР, була віддана Польщі, а корінне українське населення силоміць-доброхіть вивозилося в СРСР. Згодом, у період між 1945 і 1947 роками, у цьому районі тривала боротьба між підрозділами УПА та радянським військами. Ті, що вижили, 1947 року під час Операції Вісла були ув'язнені в концтаборі Явожно або депортовані на понімецькі землі Польщі.
У 1975-1998 роках село належало до Новосондецького воєводства.

## Демографія
Демографічна структура станом на 31 березня 2011 року:
|          | Загалом | Допрацездатний вік | Працездатний вік | Постпрацездатний вік |
| -------- | ------- | ------------------ | ---------------- | -------------------- |
| Чоловіки | 43      | 10                 | 28               | 5                    |
| Жінки    | 54      | 16                 | 31               | 7                    |
| Разом    | 97      | 26                 | 59               | 12                   |